# Min fynske barndom
Min fynske barndom er en dansk film fra 1994, skrevet og instrueret af Erik Clausen efter Carl Nielsens selvbiografi af samme navn.

## Medvirkende
- Morten Gundel
- Nikolaj Lie Kaas
- Jesper Milsted
- Frits Helmuth
- Karl Bille
- Jørgen Ole Børch
- Jesper Christensen
- Laura Christensen
- Helene Egelund
- Stina Ekblad
- Joachim Knop
- Michael Lindvad
- Waage Sandø
- Leif Sylvester Petersen
- Torben Zeller